# Alojzy Mol
Alojzy Mol (ur. 2 lutego 1924 w Wesołej k. Mysłowic, zm. 8 stycznia 2007) – montażysta filmów animowanych, imitator efektów dźwiękowych.

## Życiorys
Przed II wojną światową pracował jako sprzedawca, w czasie okupacji niemieckiej był na robotach przymusowych we dworze w Dziećkowicach. Po 1945 był pracownikiem kopalni węgla kamiennego „Wesoła”, a następnie Mysłowice. W latach 1950–1987 związany z bielską wytwórnią filmów rysunkowych, początkowo jako grafik, następnie animator i asystent reżysera ds. montażu. 
Autor opracowania dźwięku i montażu szeregu kreskówek z serii Porwanie Baltazara Gąbki, Reksio, Bolek i Lolek, Wyprawa Profesora Gąbki, Marceli Szpak dziwi się światu, Tajemnice wiklinowej zatoki. Współpracował z dźwiękowcem Otokarem Balcym.

## Odznaczenia
- 1968: Złota Odznaka Zasłużonemu w Rozwoju Województwa Katowickiego[1]
- 1975: Srebrny Krzyż Zasługi[1]
- 1977: odznaka „Zasłużony Pracownik SFR”[1]
- 1980: Odznaka „Zasłużony Działacz Kultury”[1]